# Gare de Geilo
La gare de Geilo est une gare ferroviaire de la ligne de Bergen. Elle est située dans la municipalité de Hol, district Hallingdal du comté de Buskerud en Norvège. 
Elle dessert la station de ski de Geilo et se situe à 252,74 km de la gare centrale d'Oslo.

## Situation ferroviaire
Établie à 794 mètres d'altitude, la gare de Geilo est située au point kilométrique (PK) 287,38 de la ligne de Bergen, entre les gares d'Ål, en direction de Hønefoss, et d'Ustaoset, en direction de Bergen.

## Histoire
La gare est conçue par l'architecte Paul Armin Due dans le style art nouveau. Elle entre en service sous le nom de Gjeilo en 1907 lors de l'ouverture du tronçon Bergen-Gulsvik. Le nom a été changé en Geilo en avril 1921.
Après des travaux en 2015, le bâtiment voyageur est partiellement transformé en quatre appartements, et abrite également les bureaux de Geilo Taxi. La gare est équipée de toilettes et de casiers, et il est possible d'y acheter des billets de train.

## Service des voyageurs

### Desserte

Installations et desserte
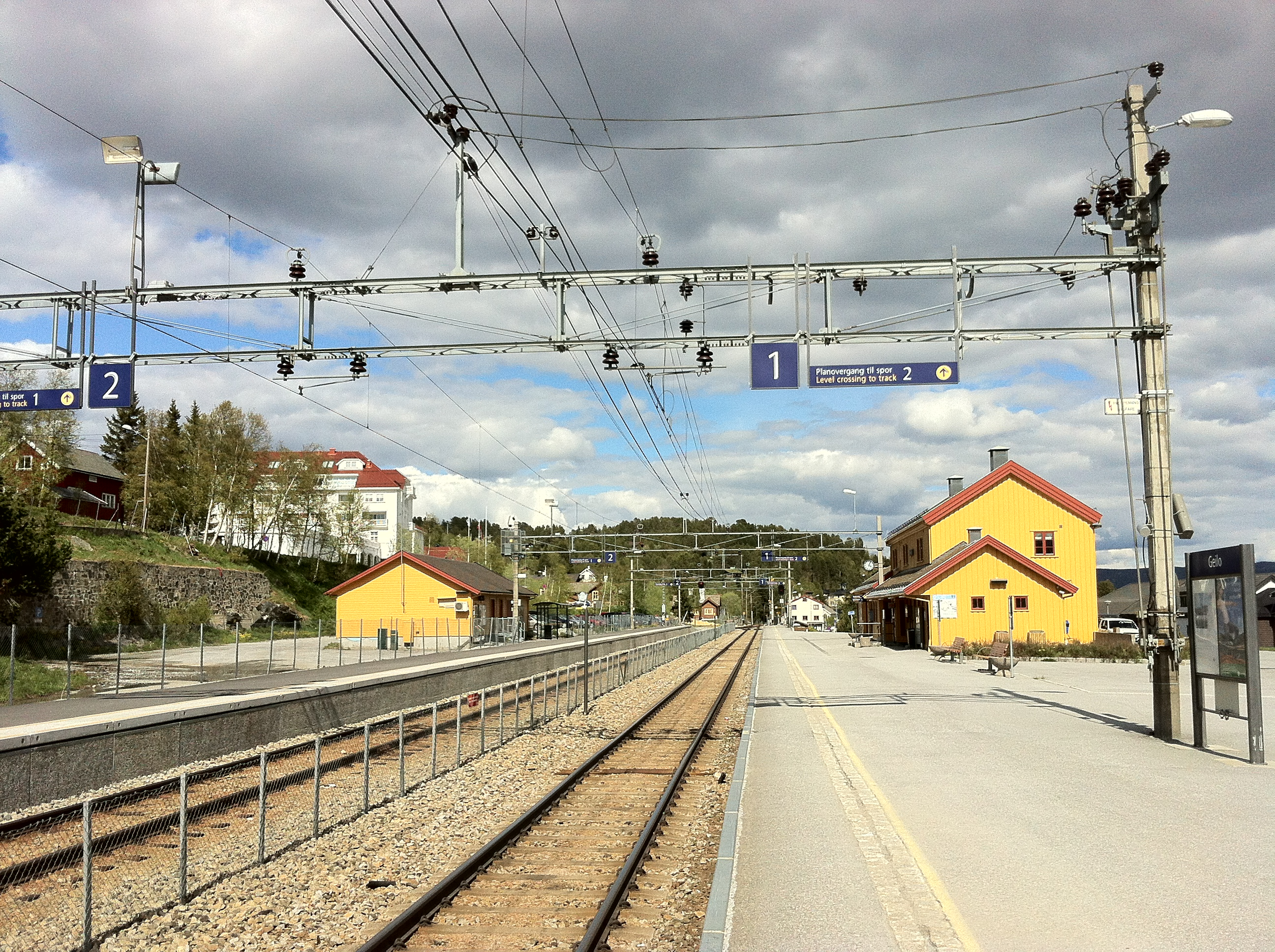
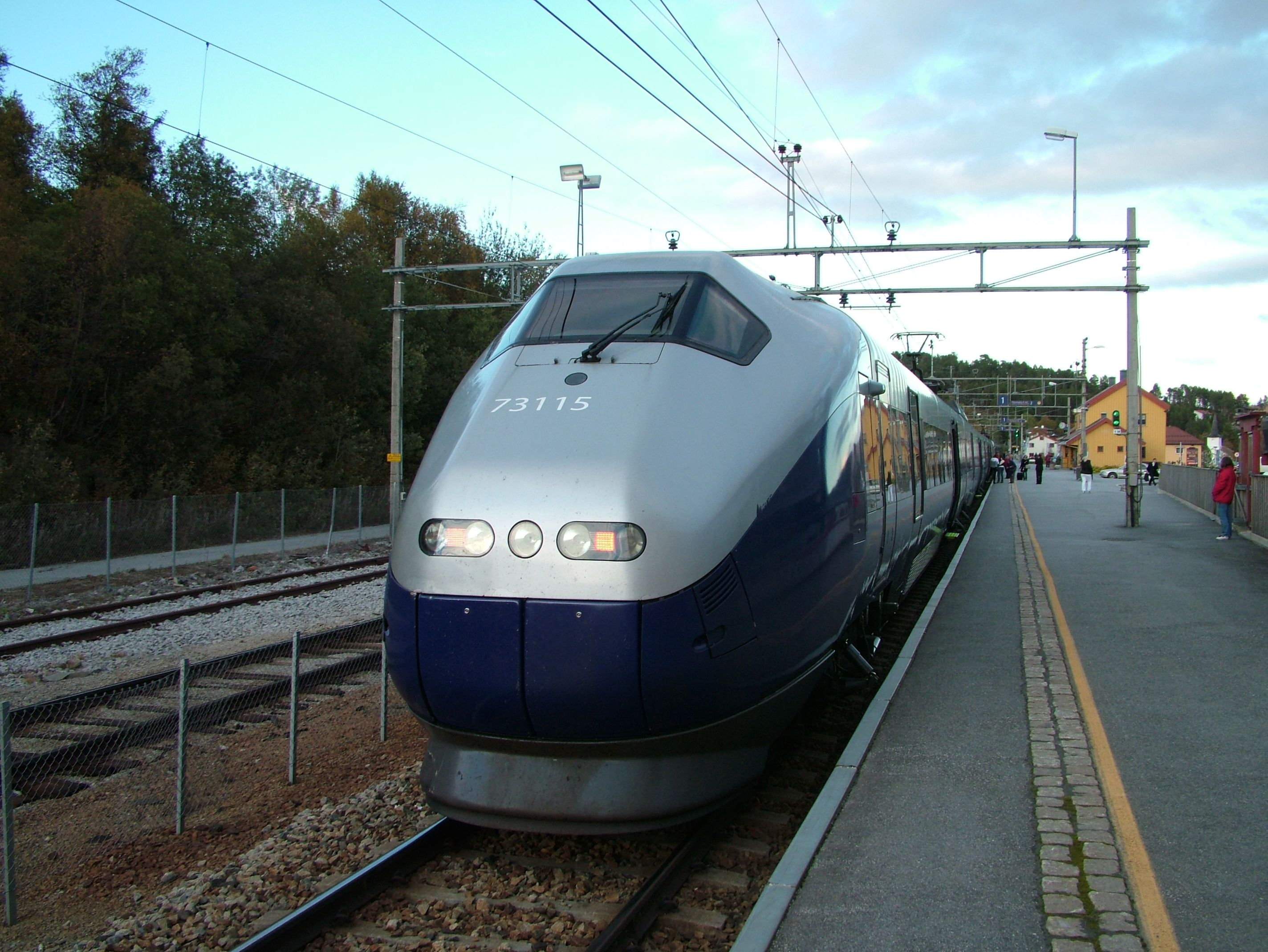
2007.
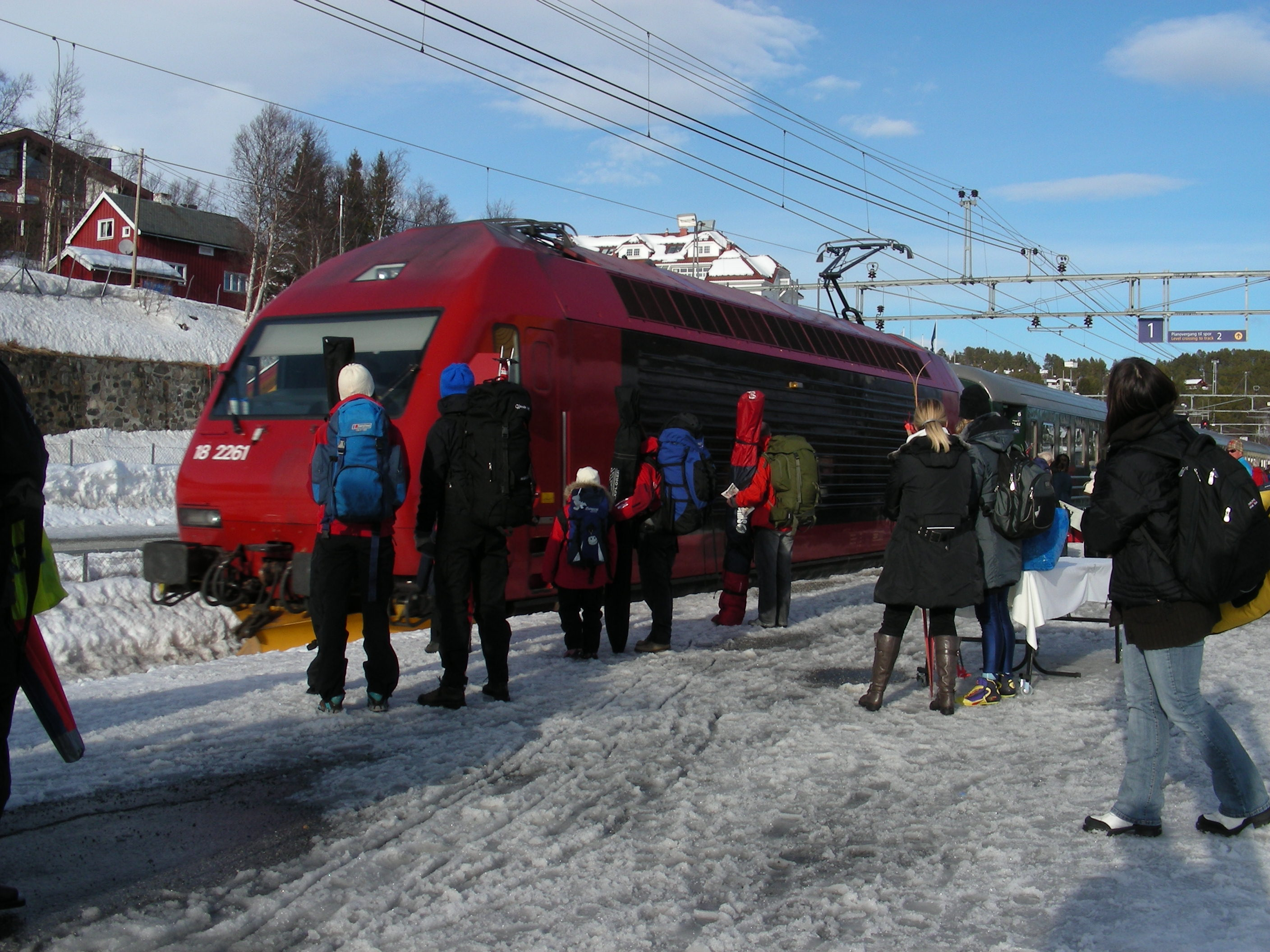
2009